# Cantón de Chennevières-sur-Marne
El cantón de Chennevières-sur-Marne era una división administrativa francesa, que estaba situada en el departamento de Valle del Marne y la región de Isla de Francia.

## Composición
El cantón estaba formado por la comuna que le daba su nombre:
- Chennevières-sur-Marne (fracción)

## Supresión del cantón de Chennevières-sur-Marne
En aplicación del Decreto n.º 2014-171 de 17 de febrero de 2014, el cantón de Chennevières-sur-Marne fue suprimido el 22 de marzo de 2015 y su comuna pasó a formar parte del nuevo cantón de Champigny-sur-Marne-2.